# 7th Legion
7th Legion ist ein Echtzeit-Strategiespiel, welches von Vision Software and Epic MegaGames entwickelt und 1997 von MicroProse für Microsoft Windows veröffentlicht wurde. Am 18. Februar 2014 wurde das Spiel von Tommo ohne Mehrspielermodus erneut bei GOG.com veröffentlicht.

## Handlung
Die Menschheit hat die Erde verwüstet. Wenige Auserwählte retten sich mit Raumschiffen. Als diese lange Zeit später auf die Erde zurückkehren, stellen sie fest, dass der Planet nicht unbewohnt ist, sondern dass es Überlebende der Apokalypse gab. Es entbrennt ein Krieg zwischen den zwei Völkern.

## Spielprinzip
Der Spieler erhält Ressourcen zum Bau neuer Einheiten durch Einsammeln von Kisten und Abschuss von Gegner. Zudem kann er Ereigniskarten ausspielen, wie man sie von Brettspielen kennt.

## Rezeption
Mit den zeitnah erschienen Dark Reign oder Total Annihilation könne 7th Legion nicht mithalten. Das Spielprinzip sei nicht überzeugend. Die Ereigniskarten seien genrefremd. Ein Ausspielen zum falschen Zeitpunkt, kann dafür sorgen, dass die Mission verloren ist. Der Schwierigkeitsgrade sei dadurch enorm hoch. Zudem gebe es Probleme bei der Steuerung: Einheiten ignorieren Befehle oder laufen wenn unbeaufsichtigt in den Gegner hinein. Das Spiel sei hektisch. Einheiten müssen schnell platziert werden. Es sei weniger strategielastig als andere Vertreter des Genre. Während der Nebel des Krieges aufwändig dargestellt wird, seien die Animationen der Einheiten holprig und das Design der Landschaft und Gebäude wenig überzeugend.